# Клара (певица)
Клара Соччини, более известная как Клара (итал. Clara Soccini; род. 25 октября 1999, Варезе, Италия) — итальянская певица, актриса и модель.

## Биография

### Юные годы и начало карьеры
Клара родилась в 1999 году в Варезе, провела своё детство в Траведона-Монате, в провинции Варезе. Училась в лингвистической школе имени Алессандро Мандзони. Кроме родного итальянского языка, владеет английским, немецким и испанским. Брала уроки вокала и фортепиано.
Свою профессиональную карьеру Клара начала как модель, для этого ей пришлось переехать в Милан. В 2020 году решает начать музыкальную карьеру. В августе 2020 года в свет выходит трек «Io e te» в дуэте с Никола Сичильяно. В декабре того же года выходит дебютный сольный сингл «Freak». Позднее следует выход синглов «Ammirerò», «Bilico» и «Il tempo delle mele».

### Актёрский дебют в «Mare fuori» и успех песни «Origami all’alba»
В 2023 году дебютирует как актриса в роли Джулии/Crazy J в популярном итальянском сериале «Mare fuori». Эта роль принесла Кларе большую известность. Специально для сериала совместно с Маттео Паолилло была записана композиция «Origami all’alba», которая стала большим хитом и трижды получила платиновую сертификацию. Позже сольная версия песни вошла в дебютный альбом Клары.
28 апреля 2023 года вышел сингл «Cicatrice», а с сентября по октябрь того же года Клара сотрудничала с MV Killa для сингла «Replay» и с Mr. Rain для сингла «Un milione di notti».

### Фестиваль Санремо 2024
19 декабря 2023 года Клара приняла участие в финале Sanremo Giovani (Фестиваль Санремо для молодых музыкантов) с песней «Boulevard», став победительницей и получив возможность участвовать в основной категории музыкального Фестиваля Санремо в 2024 году. За песню «Boulevard» в декабре 2023 года Клара также получила премию «Lunezia» за музыкально-литературную ценность. Клара стала первой девушкой, которой удалось победить на Sanremo Giovani с 2009 года. Тогда первое место заняла певица Ариза с песней «Sincerità».
В феврале 2024 года приняла участие в Фестивале Санремо с композицией «Diamanti grezzi». Песня заняла 24-е место в итоговом рейтинге, выиграв премию Enzo Jannacci Nuovo IMAIE за лучшее исполнение и премию Siae Roma videoclip 2024.
В мае того же года Клара сотрудничала с Icy Subzero над синглом «Ghetto Love».
В сентябре 2024 года Клара стала лицом рекламной кампании итальянского бренда нижнего белья «Yamamay». 
4 сентября Клара в социальной сети X анонсировала выпуск нового сингла «Nero Gotico», выход которого назначен на 13 сентября.

### 2025 год и возвращение на Санремо
В феврале 2025 года Клара вновь приняла участие в Фестивале Санремо с песней «Febbre», которая в итоговой таблице заняла 27 место.

## Дискография

### Студийные альбомы
| Год  | Детали                                                     | Наивысшая позиция в чартах | Сертификация |
| Год  | Детали                                                     | Италия                     | Сертификация |
| ---- | ---------------------------------------------------------- | -------------------------- | ------------ |
| 2024 | Primo - Релиз: 16 февраля 2024 - Лейбл: Warner Music Italy | 6                          | ITA: золотой |

### Синглы
Как сольный артист
| Год  | Название                                                | Сертификация        | Альбом                              |
| ---- | ------------------------------------------------------- | ------------------- | ----------------------------------- |
| 2020 | Freak                                                   | —                   | —                                   |
| 2021 | Ammirerò совместно: Kermit                              | —                   | —                                   |
| 2021 | Bilico совместно: Seife                                 | —                   | —                                   |
| 2022 | Il tempo delle mele                                     | —                   | —                                   |
| 2023 | Origami all’alba совместно: Matteo Paolillo и Lolloflow | ITA: платиновый (4) | Primo                               |
| 2023 | Cicatrice                                               | —                   | Primo                               |
| 2023 | Un milione di notti совместно: Mr. Rain                 | ITA: платиновый     | Pianeta di Miller (альбом Mr. Rain) |
| 2023 | Boulevard                                               | —                   | Primo                               |
| 2024 | Diamanti grezzi                                         | ITA: платиновый     | Primo                               |
| 2024 | Ragazzi fuori                                           | ITA: золотой        | Primo                               |
| 2024 | Nero Gotico                                             | —                   | —                                   |
| 2025 | Febbre                                                  | —                   | —                                   |

Как приглашённый артист
- 2020 — Io e te (Nicola Siciliano совместно с Кларой)
- 2023 — Replay (MV Killa совместно с Кларой)
- 2024 — Ghetto Love (Icy Subzero совместно с Кларой)
- 2024 — Al Sole (Dani Faiv совместно с Кларой)
- 2024 — Golfo x Despecho (Lérica и Abraham Mateo совместно с Кларой)
- 2024 — America (Diss Gacha совместно с Кларой)

## Фильмография
- Mare fuori — телесериал (Rai 2, RaiPlay, 2023—2024)
- Mare fuori #confessioni — веб-сериал (RaiPlay, Rai 2, 2024)